# Friedrich-Ebert-Straße (Weimar)

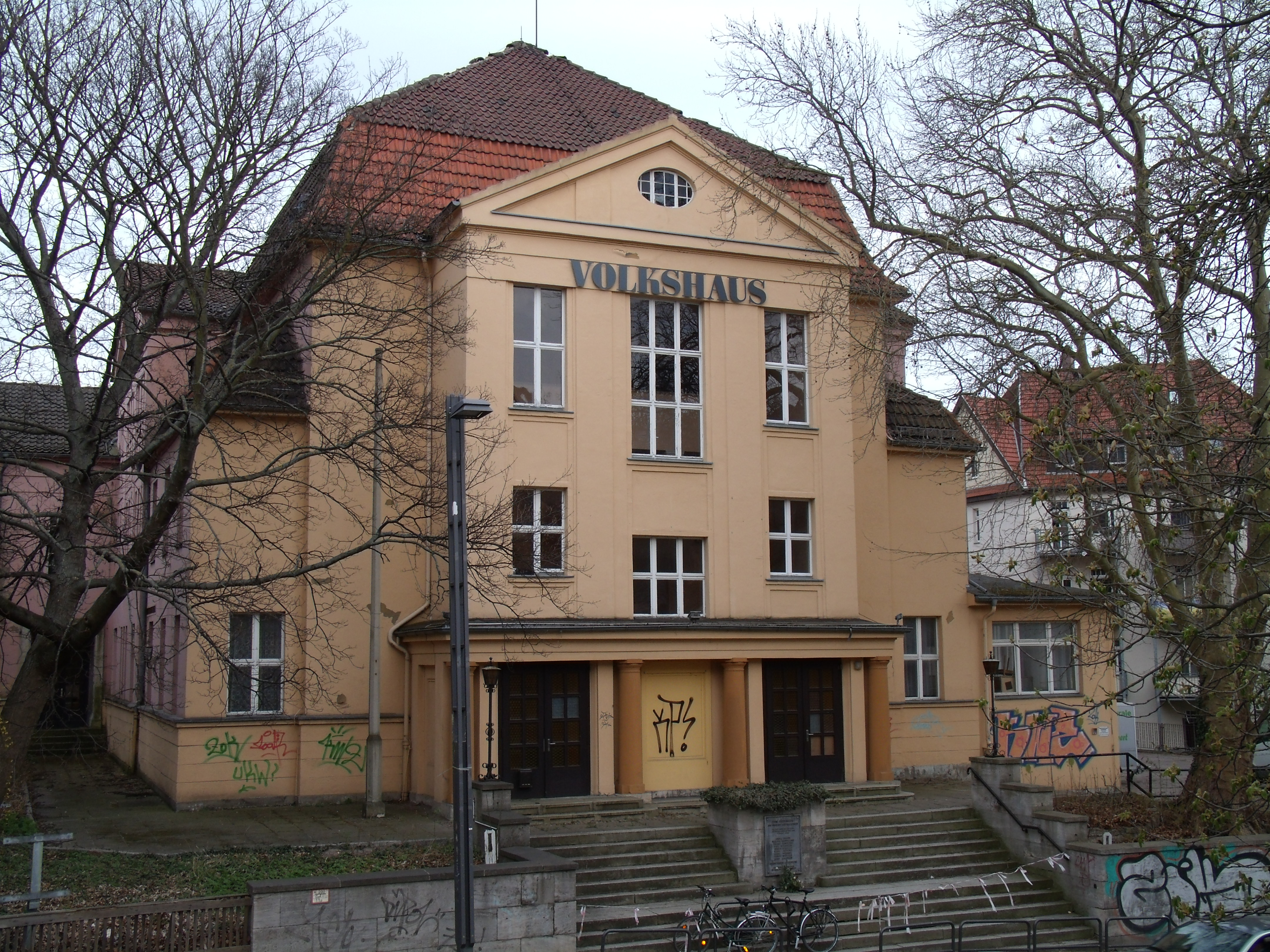
Volkshaus Weimar

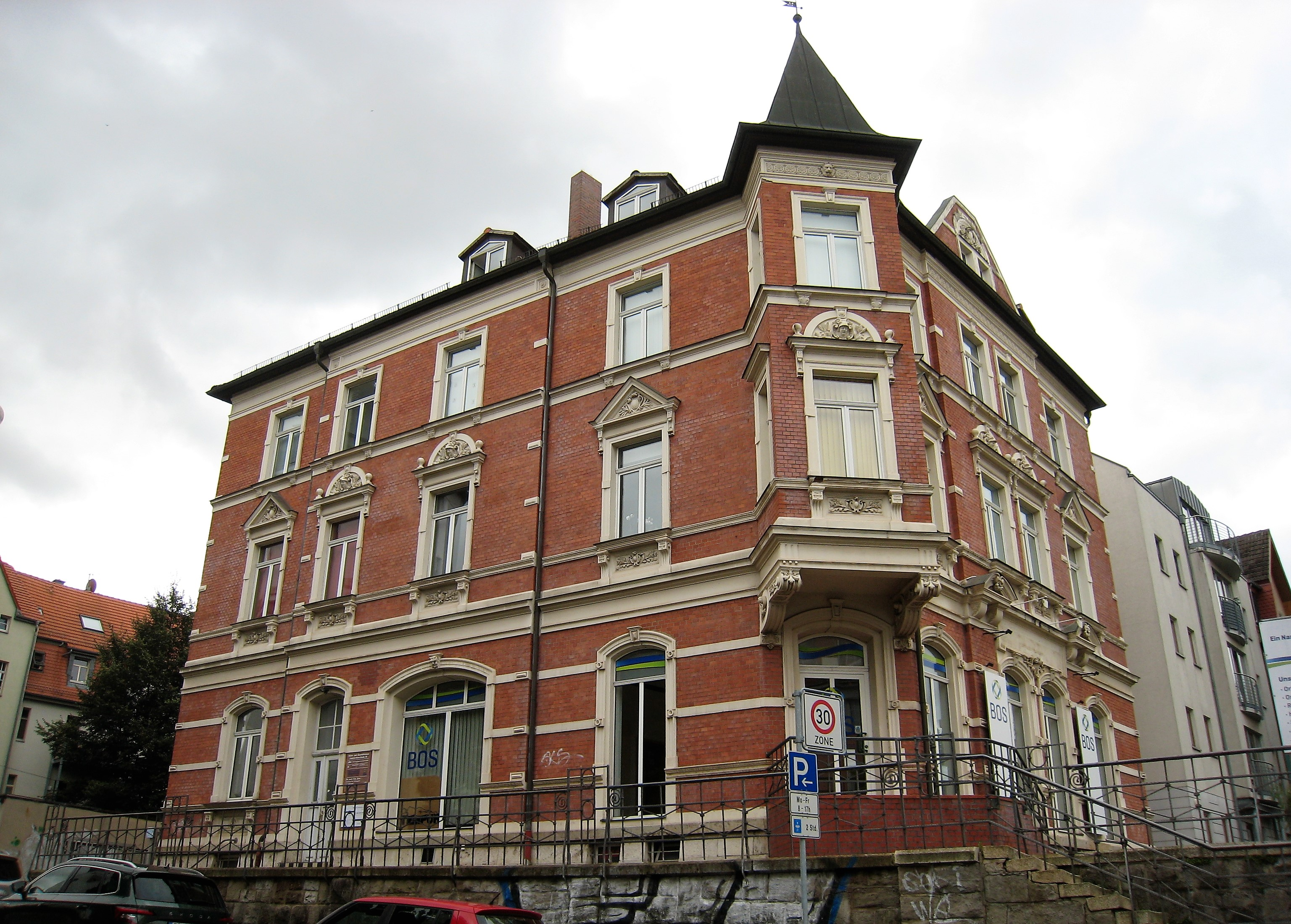
Friedrich-Ebert-Straße 58

Die Friedrich-Ebert-Straße in der Weimarer Nordvorstadt beginnt hinter der Kehre an der Kegelbrücke, was einst zu den Weimarer Gänsegurgeln gehörte, und endet an der Schopenhauerstraße. Dort beginnt wiederum die Buttelstedter Straße. Die nach dem Reichspräsidenten Friedrich Ebert benannte Straße hieß einst auch Buttelstedter Straße. Zu DDR-Zeiten hieß sie Wilhelm-Pieck-Straße und wurde am 27. Februar 1991 umbenannt. Dieser Abschnitt ist ein wichtiger Teil des Verkehrssystems Weimars in die nördliche Richtung. Sie kreuzt zudem auch die Friedensstraße. Sie ist zudem ein Teil der Bundesstraße 7. Von ihr zweigt u. a. die Eduard-Rosenthal-Straße ab.
Mindestens zwei Gebäude dieser Straße stehen auf der Liste der Kulturdenkmale in Weimar (Einzeldenkmale), die entweder mit der Friedrich-Ebert-Straße in Verbindung stehen oder sich in ihr befinden, sind das ist das Goethe- und Schiller-Archiv in der Jenaer Straße 1, wo zugleich die Friedrich-Ebert-Straße ihren Anfang hat, das Otto Minkert entworfen hatte, und das Volkshaus in der Friedrich-Ebert-Straße 8, entworfen von Bruno Röhr. In diesem Versammlungshaus sprachen u. a. der Reichspräsident selbst und Rosa Luxemburg. Bemerkenswert ist auch das Haus Friedrich-Ebert-Straße 58 gegenüber dem KunstTurm. Darin befand sich die ehemalige Gaststätte Alexanderhof, die in der NS-Zeit eine unrühmliche Rolle spielte.
Der Straßenzug selbst steht nicht auf der Liste der Kulturdenkmale in Weimar (Sachgesamtheiten und Ensembles).